# Сен-е-Уаз

Департамент Сен-е-Уаз на адміністративній карті Франції 1868 року

Сен-е-Уа́з (фр. Seine-et-Oise) — колишній департамент Франції, адміністративним центром якого було місто Версаль. Створений у 1790 році. Реорганізований у 1967 році.